# Мурзино (Татарстан)
Мурзино (тат. Морзалар) — село в Апастовском районе Татарстана. Входит в состав Каратунского сельского поселения.

## География
Село находится у р. Мурзинка. Примыкает к северо-западной части административного центра сельсовета — посёлка при станции Каратун.
Для местности характерна лесостепь.

## История
В «Списке населенных мест по сведениям 1859 года», изданном в 1866 году, населённый пункт упомянут как казённая деревня Урикеево (Мурзино) 2-го стана Тетюшского уезда Казанской губернии. Располагалась при речке Мурзинке, по правую сторону почтового тракта из Казани в Симбирск, в 49 верстах от уездного города Тетюши и в 19 верстах от становой квартиры во владельческом селе Знаменское (Чипчаги). В деревне в 52 дворах жили 319 человек (159 мужчин и 160 женщин). Была мечеть.

## Население
Население села в основном татары.

## Инфраструктура
Имеет двухэтажную школу, в которой учатся 77 учеников. Их обучают 17 учителей.
Садоводство развито частично. В основном жители села имеют большие участки для овощеводства и животноводства.